# Drlež
Drlež falu Horvátországban Belovár-Bilogora megyében. Közigazgatásilag Dežanovachoz tartozik.

## Fekvése
Belovártól légvonalban 45, közúton 64 km-re délkeletre, Daruvártól légvonalban 8, közúton 12 km-re délnyugatra, községközpontjától 7 km-re délkeletre, Nyugat-Szlavóniában, a Mala Čavlovica-patak bal partja feletti magaslaton fekszik.

## Története
A 19. század végén keletkezett erdőirtással, a helyén évszázadokig az azonos nevű erdő állt. 1981-ig a szomszédos Donji Sređani településrésze volt. A település 1991-től a független Horvátország része. 1991-ben lakosságának 65%-a cseh, 12%-a szerb nemzetiségű volt. 2011-ben a településnek 17 lakosa volt, akik főként mezőgazdasággal, állattartással foglalkoztak.

## Lakossága
| Lakosság változása | Lakosság változása | Lakosság változása | Lakosság változása | Lakosság változása | Lakosság változása | Lakosság változása | Lakosság változása | Lakosság változása | Lakosság változása | Lakosság változása | Lakosság változása | Lakosság változása | Lakosság változása | Lakosság változása | Lakosság változása |
| ------------------ | ------------------ | ------------------ | ------------------ | ------------------ | ------------------ | ------------------ | ------------------ | ------------------ | ------------------ | ------------------ | ------------------ | ------------------ | ------------------ | ------------------ | ------------------ |
| 1857               | 1869               | 1880               | 1890               | 1900               | 1910               | 1921               | 1931               | 1948               | 1953               | 1961               | 1971               | 1981               | 1991               | 2001               | 2011               |
| 0                  | 0                  | 0                  | 0                  | 0                  | 0                  | 0                  | 47                 | 67                 | 72                 | 60                 | 47                 | 39                 | 34                 | 23                 | 17                 |

(1857 és 1921 között lakosságát Donji Sređanihoz számították. 1931-től településrészként, 1981-től önálló településként.)